# District de Provins
Le district de Provins est une ancienne division territoriale française du département de Seine-et-Marne de 1790 à 1795.
Il était composé des cantons de Provins, Augers, Bray sur Seine, Donnemarie, Jouy le Chatel, Nangis-le-Châtel et Saint Martin Chennetron.